# 五齿萼属
五齿萼属（学名：Pseudobartsia）是玄参科下的一个属，为一年生草本植物。该属仅有五齿萼（Pseudobartsia yunnanensis）一种，分布于中国云南。